# Comines
Comines (em neerlandês Komen) é uma comuna do departamento de Norte, localizada na região de Altos da França, na França.